# Torna az 1980. évi nyári olimpiai játékokon
Az 1980. évi nyári olimpiai játékokon a tornában tizennégy versenyszámban osztottak érmeket.

## Férfi

### Éremtáblázat
A táblázatban a rendező ország csapata eltérő háttérszínnel, az egyes számoszlopok legmagasabb értéke vagy értékei vastagítással kiemelve.
| Az 1980. évi nyári olimpiai játékok éremtáblázata férfi tornában | Az 1980. évi nyári olimpiai játékok éremtáblázata férfi tornában | Az 1980. évi nyári olimpiai játékok éremtáblázata férfi tornában | Az 1980. évi nyári olimpiai játékok éremtáblázata férfi tornában | Az 1980. évi nyári olimpiai játékok éremtáblázata férfi tornában | Olimpia  |
| ---------------------------------------------------------------- | ---------------------------------------------------------------- | ---------------------------------------------------------------- | ---------------------------------------------------------------- | ---------------------------------------------------------------- | -------- |
|                                                                  | Ország                                                           | Arany                                                            | Ezüst                                                            | Bronz                                                            | Összesen |
| 1.                                                               | Szovjetunió (URS)                                                | 5                                                                | 7                                                                | 2                                                                | 14       |
| 2.                                                               | NDK (GDR)                                                        | 1                                                                | 0                                                                | 3                                                                | 4        |
| 3.                                                               | Bulgária (BUL)                                                   | 1                                                                | 0                                                                | 1                                                                | 2        |
| 3.                                                               | Magyarország (HUN)                                               | 1                                                                | 0                                                                | 1                                                                | 2        |
|                                                                  |                                                                  |                                                                  |                                                                  |                                                                  |          |
| 5.                                                               | Románia (ROU)                                                    | 0                                                                | 1                                                                | 0                                                                | 1        |
|                                                                  |                                                                  |                                                                  |                                                                  |                                                                  |          |
| 6.                                                               | Csehszlovákia (TCH)                                              | 0                                                                | 0                                                                | 1                                                                | 1        |
|                                                                  |                                                                  |                                                                  |                                                                  |                                                                  |          |
| Összesen                                                         | Összesen                                                         | 8                                                                | 8                                                                | 8                                                                | 24       |

### Érmesek
A táblázatban Magyarország és a rendező nemzet versenyzői eltérő háttérszínnel kiemelve.
| Az 1980. évi nyári olimpiai játékok érmesei férfi tornában | | | |
| Versenyszám                                                | Arany | Ezüst | Bronz |
| Gyűrű                                                      | Alekszandr Gyityatyin · Szovjetunió (URS) · 19,875                                                                                                | Alekszandr Tkacsov · Szovjetunió (URS) · 19,725                                                                              | Jiří Tabák · Csehszlovákia (TCH) · 19,600                                                                                    |
| Korlát                                                     | Alekszandr Tkacsov · Szovjetunió (URS) · 19,775                                                                                                   | Alekszandr Gyityatyin · Szovjetunió (URS) · 19,750                                                                           | Roland Brückner · NDK (GDR) · 19,650                                                                                         |
| Lólengés                                                   | Magyar Zoltán · Magyarország (HUN) · 19,925 | Alekszandr Gyityatyin · Szovjetunió (URS) · 19,800                                                                           | Michael Nikolay · NDK (GDR) · 19,775                                                                                         |
| Nyújtó                                                     | Sztojan Delcsev · Bulgária (BUL) · 19,825 | Alekszandr Gyityatyin · Szovjetunió (URS) · 19,750                                                                           | Nyikolaj Andrianov · Szovjetunió (URS) · 19,675                                                                              |
| Talaj                                                      | Roland Brückner · NDK (GDR) · 19,750 | Nyikolaj Andrianov · Szovjetunió (URS) · 19,725                                                                              | Alekszandr Gyityatyin · Szovjetunió (URS) · 19,700                                                                           |
| Ugrás                                                      | Nyikolaj Andrianov · Szovjetunió (URS) · 19,825                                                                                                   | Alekszandr Gyityatyin · Szovjetunió (URS) · 19,800                                                                           | Roland Brückner · NDK (GDR) · 19,775                                                                                         |
| Összetett egyéni                                           | Alekszandr Gyityatyin · Szovjetunió (URS) · 118,650                                                                                               | Nyikolaj Andrianov · Szovjetunió (URS) · 118,225                                                                             | Sztojan Delcsev · Bulgária (BUL) · 118,000                                                                                   |
| Összetett csapat                                           | Szovjetunió (URS) · Nyikolaj Andrianov · Eduard Azarján · Alekszandr Gyityatyin · Bohdan Makuc · Vlagyimir Markelov · Alekszandr Tkacsov · 589,60 | Románia (ROU) · Andreas Bronst · Roland Brückner · Ralf-Peter Hemmann · Lutz Hoffmann · Lutz Mack · Michael Nikolay · 581,15 | Magyarország (HUN) · Donáth Ferenc · Guczoghy György · Kelemen Zoltán · Kovács Péter · Magyar Zoltán · Vámos István · 575,00 |

## Női

### Éremtáblázat
A táblázatban a rendező ország csapata eltérő háttérszínnel, az egyes számoszlopok legmagasabb értéke vagy értékei vastagítással kiemelve.
| Az 1980. évi nyári olimpiai játékok éremtáblázata női tornában | Az 1980. évi nyári olimpiai játékok éremtáblázata női tornában | Az 1980. évi nyári olimpiai játékok éremtáblázata női tornában | Az 1980. évi nyári olimpiai játékok éremtáblázata női tornában | Az 1980. évi nyári olimpiai játékok éremtáblázata női tornában | Olimpia  |
| -------------------------------------------------------------- | -------------------------------------------------------------- | -------------------------------------------------------------- | -------------------------------------------------------------- | -------------------------------------------------------------- | -------- |
|                                                                | Ország                                                         | Arany                                                          | Ezüst                                                          | Bronz                                                          | Összesen |
| 1.                                                             | Szovjetunió (URS)                                              | 4                                                              | 1                                                              | 3                                                              | 8        |
| 2.                                                             | Románia (ROU)                                                  | 2                                                              | 3                                                              | 2                                                              | 7        |
| 3.                                                             | NDK (GDR)                                                      | 1                                                              | 2                                                              | 3                                                              | 6        |
|                                                                |                                                                |                                                                |                                                                |                                                                |          |
| Összesen                                                       | Összesen                                                       | 7                                                              | 6                                                              | 8                                                              | 21       |

### Érmesek
A táblázatban a rendező ország versenyzői eltérő háttérszínnel kiemelve.
| Az 1980. évi nyári olimpiai játékok érmesei női tornában | | | |
| Versenyszám                                              | Arany | Ezüst | Bronz |
| Gerenda                                                  | Nadia Comăneci · Románia (ROU) · 19,800                                                                                                 | Jelena Davidova · Szovjetunió (URS) · 19,750                                                                                | Natalja Saposnyikova · Szovjetunió (URS) · 19,725                                                                |
| Felemás korlát                                           | Maxi Gnauck · NDK (GDR) · 19,875 | Emilia Eberle · Románia (ROU) · 19,850                                                                                      | Melita Rühn · Románia (ROU) · 19,775                                                                             |
| Felemás korlát                                           | Maxi Gnauck · NDK (GDR) · 19,875 | Emilia Eberle · Románia (ROU) · 19,850                                                                                      | Marija Filatova · Szovjetunió (URS) · 19,775                                                                     |
| Felemás korlát                                           | Maxi Gnauck · NDK (GDR) · 19,875 | Emilia Eberle · Románia (ROU) · 19,850                                                                                      | Steffi Kräker · NDK (GDR) · 19,775                                                                               |
| Ugrás                                                    | Natalja Saposnyikova · Szovjetunió (URS) · 19,725                                                                                       | Steffi Kräker · NDK (GDR) · 19,675                                                                                          | Melita Rühn · Románia (ROU) · 19,650                                                                             |
| Talaj                                                    | Nadia Comăneci · Románia (ROU) · 19,875                                                                                                 | Nem adták ki | Maxi Gnauck · NDK (GDR) · 19,825                                                                                 |
| Talaj                                                    | Nelli Kim · Szovjetunió (URS) · 19,875                                                                                                  | Nem adták ki | Natalja Saposnyikova · Szovjetunió (URS) · 19,825                                                                |
| Összetett egyéni                                         | Jelena Davidova · Szovjetunió (URS) · 79,150                                                                                            | Nadia Comăneci · Románia (ROU) · 79,075                                                                                     | Nem adták ki |
| Összetett egyéni                                         | Jelena Davidova · Szovjetunió (URS) · 79,150                                                                                            | Maxi Gnauck · NDK (GDR) · 79,075                                                                                            | Nem adták ki |
| Összetett csapat                                         | Szovjetunió (URS) · Jelena Davidova · Marija Filatova · Nelli Kim · Jelena Najmusina · Natalja Saposnyikova · Sztella Zaharova · 394,90 | Románia (ROU) · Nadia Comăneci · Rodica Dunca · Emilia Eberle · Cristina Grigoraș · Melita Rühn · Dumitriţa Turner · 393,50 | NDK (GDR) · Maxi Gnauck · Silvia Hindorff · Steffi Kräker · Katharina Rensch · Karola Sube · Birgit Süß · 392,55 |